# Blauwe oliekever
De blauwe oliekever (Meloe violaceus) is een keversoort uit de familie van de oliekevers (Meloidae). De wetenschappelijke naam van de soort werd gepubliceerd in 1802 door Marsham.

## Kenmerken
De kevers zijn 10 tot 32 millimeter lang, waarbij de vrouwtjes iets groter zijn dan de mannetjes. De kop van de dieren is groot en sterk ingesnoerd. De achtervleugels zijn helemaal verdwenen, waardoor de kevers niet kunnen vliegen. Het lichaam is gedrongen en blauw tot violetblauw, zelden zwartblauw van kleur. De kop en pronotum zijn zeer fijn gepunctueerd. Deze delen van het lichaam zijn licht glanzend in vergelijking met de rest van het lichaam. De dekschilden zijn beduidend korter dan het achterlijf en staan aan het uiteinde scherp open, terwijl ze - vrij ongebruikelijk voor keverdekschilden - basaal overlappen. De voelsprieten van de mannetjes zijn in het midden duidelijk gebogen.

## Verspreiding
De dieren komen in heel Europa voor, ook in het uiterste noorden en oosten tot aan Siberië. Ze leven op zonnig, droog terrein met bloeiende planten omdat hun manier van leven afhankelijk is van bijen.
De soort is inheems in Nederland.

## Levenswijze
De dagactieve dieren voeden zich met delen van planten, die te zien zijn in hun groene uitwerpselen. In geval van gevaar scheiden ze een gele afweerafscheiding af uit hun kniegewrichten om vijanden zoals mieren of loopkevers af te schrikken, die de chemische verbinding cantharidine bevat, die zeer giftig is voor mensen.
Na het paren legt een vrouwtje 2.000 tot 10.000 eieren in een hol dat ze zelf heeft gegraven. De ontwikkeling van de larven verloopt via hypermetamorfose, dus de verschillende larvale stadia zijn verschillend ontworpen. De ongeveer drie millimeter lange drieklauwige klauwen (Triungulinus) komen uit de eieren. Deze klimmen in een bloem, waar ze zich vastklampen aan een naderend insect als potentieel gastdier. Ze hebben alleen kans om te overleven als ze een solitaire wilde bij vangen (bijvoorbeeld een zandbij of een pelsbij). Als de larve per ongeluk een honingbij kiest, sterft deze in de korf. Dit verklaart het hoge aantal gelegde eieren, aangezien het verliespercentage erg hoog is. Deze fase van de levenscyclus is een verspreidingsfase. De larven leven dan parasitair in de nesten van hun gastheren. Na het eten van het ei en vervolgens het nectar-stuifmeelmengsel in de korf van de bij, verlaten ze het nest. Ze vervellen nog een keer en zijn dan meer madenachtig en nauwelijks mobiel, met teruggetrokken poten. Deze larven verpoppen en de afgewerkte kever komt tussen maart en mei uit de pop.

## Foto's
|  |  |